# Мобиком
Мобиком е несъществуваща днес българска телекомуникационна компания, първият мобилен оператор в страната. Създадена е през декември 1992 г. и аналоговата ѝ мобилна мрежа използва стандарт NMT (Nordic Mobile Telephone) 450i. Мобилната услуга под марката „Мобифон“ има над 196 хил. абонати в цялата страна. Мрежата ѝ покрива над 95% от територията на България, всички големи градове, пътища и курорти. След старта на GSM операторите обаче търговският интерес към нея намалява.
Компанията е акционерно дружество с участието на Cable&Wireless (49%), БТК (39%) и държавното дружество „Радиоелектронни системи“, но през 2005 е изкупена от БТК.
В края на 2003 г. пазарният дял на Мобиком се оценява на 2,3% по данни на КРС. Абонатите са около 100 000, но има видима тенденция за отлив главно заради технологията NMT.
Компанията прекратява дейността си на 5 август 2008 г., макар че през 2007 г. получава лиценз за цифрова мрежа по технологията CDMA (Code Division Multiple Access) в честотния обхват от 450 MHz. Според в-к Дневник Мобиком е единственият аналогов мобилен оператор по рождение, без последвал цифров лиценз в цяла Европа. Повечето оператори, които са стартирали като аналогови мобилни оператори, са ставали впоследствие мобилни цифрови.